# Dynasty (serie televisiva 2017)
Dynasty è una serie televisiva drammatica statunitense reboot, basata sulla serie omonima degli anni ottanta andata in onda dal 1981 al 1989 su ABC. Sviluppata da Josh Schwartz, Stephanie Savage e Sallie Patrick, la prima stagione vede come protagonista Elizabeth Gillies nei panni dell’affascinante donna d’affari Fallon Carrington, Grant Show nel ruolo del suo padre miliardario Blake Carrington, Nathalie Kelley nel ruolo della nuova moglie di Blake, Cristal e James Mackay nel ruolo del figlio di lui Steven, con Robert Christopher Riley nel ruolo dell'autista Michael Culhane, Sam Adegoke nel ruolo del miliardario della tecnologia Jeff Colby, Rafael de la Fuente nel ruolo di Sam "Sammy Jo" Jones, nipote di Cristal e fidanzato di Steven, e Alan Dale nei panni di Joseph Anders, il maggiordomo dei Carrington. La serie successivamente ha aggiunto altri personaggi tra cui Alexis Carrington (Nicollette Sheridan), l'ex moglie di Blake e la madre di Fallon e Steven, la figlia di Anders, Kirby (Maddison Brown), Cristal Jennings (Ana Brenda Contreras), donna che prestò il proprio nome a Celia Machado e terza moglie di Blake, Adam Carrington (Sam Underwood), il figlio maggiore perduto di Blake e Alexis, Liam Ridley (Adam Huber), marito di Fallon, Dominique Deveraux (Michael Michele), sorellastra di Blake e madre di Jeff e Monica e Amanda Carrington (Eliza Bennett), figlia segreta di Alexis residente in Europa avuta con una relazione segreta.
Il pilot, annunciato a settembre 2016, è stato ordinato come serie nel maggio 2017. Dynasty viene trasmessa dall'11 ottobre 2017 sul canale The CW negli Stati Uniti e su Netflix a livello internazionale dal 12 ottobre 2017, settimanalmente il giorno dopo la messa in onda statunitense. L'8 novembre 2017, The CW ha scelto la serie per un'intera stagione di 22 episodi da mandare in onda nella stagione televisiva 2017-2018. Il 2 aprile 2018, The CW ha rinnovato la serie per una seconda stagione, andata in onda dal 12 ottobre 2018.
Il 31 gennaio 2019 The CW rinnova la serie per una terza stagione, in uscita venerdì 11 ottobre 2019 negli USA e in Italia il 23 maggio 2020 su Netflix. The CW rinnova la serie per una quarta stagione il 7 gennaio 2020.
Il 3 febbraio 2021 è stata rinnovata per una quinta stagione, che è andata in onda con un doppio episodio il 20 dicembre 2021, per poi proseguire dall'11 marzo 2022. 
Il 12 maggio 2022 è stato annunciato che la serie è stata cancellata a seguito della vendita dell'emittente televisiva statunitense, dichiarando che la quinta stagione sarebbe stata l'ultima.

## Trama
Fallon e Steven Carrington scoprono che il loro padre miliardario Blake è fidanzato con Cristal, una dipendente dell'azienda di famiglia, la Carrington Atlantic. Quando le macchinazioni di Fallon per separare la coppia si ritorcono contro e le costano una promozione, si allea con la nemesi di Blake ed ex dipendente, Jeff Colby, e si mette in proprio. Il nipote opportunista di Cristal, Sam, minaccia di svelare il suo losco passato mentre la dinastia fratturata forma un fronte unito sulla scia della morte sospetta dell'ingegnere Matthew Blaisdel. Le cose non rimangono armoniose. Stagione dopo stagione, altri parenti tornano ad Atlanta con dei piani, tra cui la madre assente da tempo di Fallon e Steven, Alexis; il loro contorto fratello maggiore Adam; la prole segreta dei Carrington Amanda; e Dominique, la figlia illegittima del padre di Blake, Thomas.

## Novità
Il reboot aggiorna diversi elementi rispetto all'originale degli anni '80, tra cui lo spostamento dell'ambientazione da Denver, Colorado, ad Atlanta, Georgia; la trasformazione dell'omosessualità di Steven in un problema per Blake e il cambio della cacciatrice di dote Sammy Jo da donna a uomo gay. Inoltre, nella nuova serie, sia la nuova moglie di Blake che suo nipote sono latino-americani, mentre l'autista Michael Culhane e la famiglia Colby sono afro-americani. 

## Episodi
| Stagione         | Episodi | Prima TV USA | Pubblicazione Italia |
| ---------------- | ------- | ------------ | -------------------- |
| Prima stagione   | 22      | 2017-2018    | 2017-2018            |
| Seconda stagione | 22      | 2018-2019    | 2018-2019            |
| Terza stagione   | 20      | 2019-2020    | 2020                 |
| Quarta stagione  | 22      | 2021         | 2021                 |
| Quinta stagione  | 22      | 2021-2022    | 2022                 |

## Personaggi e interpreti

### Principali
- Fallon Carrington (stagioni 1-5), interpretata da Elizabeth Gillies, doppiata da Erica Necci. Figlia di Blake e Alexis Carrington. Ragazza ambiziosa, viziata ma intelligente che cerca sempre di ottenere l'approvazione del padre, inizialmente nella speranza che lui la promuova a capo della compagnia di famiglia.
- Cristal Flores Carrington (stagione 1), interpretata da Nathalie Kelley, doppiata da Valentina Mari. Donna originaria del Venezuela, scappa dal suo paese per poter ricominciare sotto falso nome in seguito ad un tragico incidente avvenuto con il marito di sua sorella. Diventa un'impiegata della Carrington Atlantic e man mano inizia una relazione con Blake, che poi sposa diventando la nuova signora Carrington.
- Steven Carrington (stagioni 1-2, guest star stagione 5), interpretato da James Mackay, doppiato da Gianfranco Miranda. Ragazzo umile nonostante le sue origini sfarzose, ha una sua compagnia di volontariato e sostiene le associazioni no-profit.
- Michael Culhane (stagioni 1-5), interpretato da Robert Christopher Riley, doppiato da Stefano Alessandroni. Ex autista di Blake Carrington, intrattiene una relazione con Fallon che però finisce a causa dei guai in cui si mette lavorando per una spacciatrice. Di umili origini, ex giocatore di football. Vuole rendere la sua famiglia orgogliosa avendo successo nella vita.
- Jeff Colby (stagioni 1-5), interpretato da Sam Adegoke, doppiato da Andrea Mete. Figlio di Dominique, fratello di Monica e nipote di Blake, nonché suo grande rivale in affari. Scopre essere cugino di Fallon evitando così di sposarla per vendetta nei confronti di Blake, che anni prima mandò in galera il padre.
- Sam Jones (stagioni 1-5), interpretato da Rafael de la Fuente, doppiato da Raffaele Carpentieri. Nipote di Cristal Flores innamorato di Steven con il quale si sposa per poi divorziare a causa della instabilità mentale di quest'ultimo fattagli credere dal fratello Adam.
- Joseph Anders (stagioni 1-4), interpretato da Alan Dale, doppiato da Carlo Valli. Maggiordomo della famiglia Carrington, nella seconda stagione si scopre essere il vero padre di Steven. Ha una figlia in Australia, Kirby, che torna ad Atlanta nella seconda stagione.
- Blake Carrington (stagioni 1-5), interpretato da Grant Show, doppiato da Francesco Prando. Blake è un grande uomo d'affari a volte senza cuore. Si innamora di Cristal Flores che nel termine della prima stagione muore bruciata. Dopo inizia una relazione con Cristal Jennings, con cui si sposa.
- Alexis Carrington Colby (stagioni 2-5, ricorrente stagione 1), interpretata da Nicollette Sheridan (st. 1-2) e da Elaine Hendrix (st. 3-5), doppiata da Claudia Razzi (st. 1-2) e da Francesca Fiorentini (st. 3-5). Madre di Fallon, Steven, Adam e Amanda, ritorna ad Atlanta alla fine della prima stagione causando scompigli in famiglia.
- Cristal Jennings Carrington (stagioni 2-5), interpretata da Ana Brenda Contreras (st. 2) e da Daniella Alonso (st. 3-5), doppiata da Benedetta Degli Innocenti (st. 2) e da Barbara De Bortoli (st. 3-5). Donna che ha prestato il suo nome a Celia Machado come alias per crearsi una nuova vita negli Stati Uniti e in seguito terza moglie di Blake.
- Kirby Anders (stagioni 2-5), interpretata da Maddison Brown, doppiata da Veronica Puccio. È la figlia di Anders, lo storico maggiordomo dei Carrington.
- Adam Carrington (stagioni 2-5), interpretato da Sam Underwood, doppiato da Flavio Aquilone. Il figlio rapito da neonato di Blake e Alexis che torna a casa nella seconda stagione dopo l'uscita di Steven non senza causare scompigli e liti tra la famiglia.
- Liam Ridley (stagioni 3-5, ricorrente stagioni 1-2), interpretato da Adam Huber, doppiato da Massimiliano Alto. Entra in scena presentandosi come finto marito di Fallon, con cui in seguito inizia una vera relazione. Nato nella ricca e disfunzionale famiglia newyorkese dei Van Kirk come Jack Liam-Ridley Lowden Van Kirk, cambia il proprio nome per sfuggire alle pressioni mediatiche di quello stile di vita e lavora come scrittore e giornalista.
- Dominique Deveraux (stagioni 3-5, guest stagione 2), interpretata da Michael Michele, doppiata da Alessandra Cassioli. Sorellastra di Blake, talvolta sua alleata, andata via dai suoi figli Jeff e Monica quando erano piccoli per intraprendere una carriera nella musica. Si dimostra come una donna spietata e senza scrupoli, amante della moda.
- Amanda Carrington (stagione 5, guest stagione 4), interpretata da Eliza Bennett, doppiata da Lucrezia Marricchi.                                                                                 È la figlia segreta di Alexis, nata secondo questa da un suo rapporto con il suo istruttore di yoga quando era ancora sposata con Blake. È un avvocato e vive a Londra.

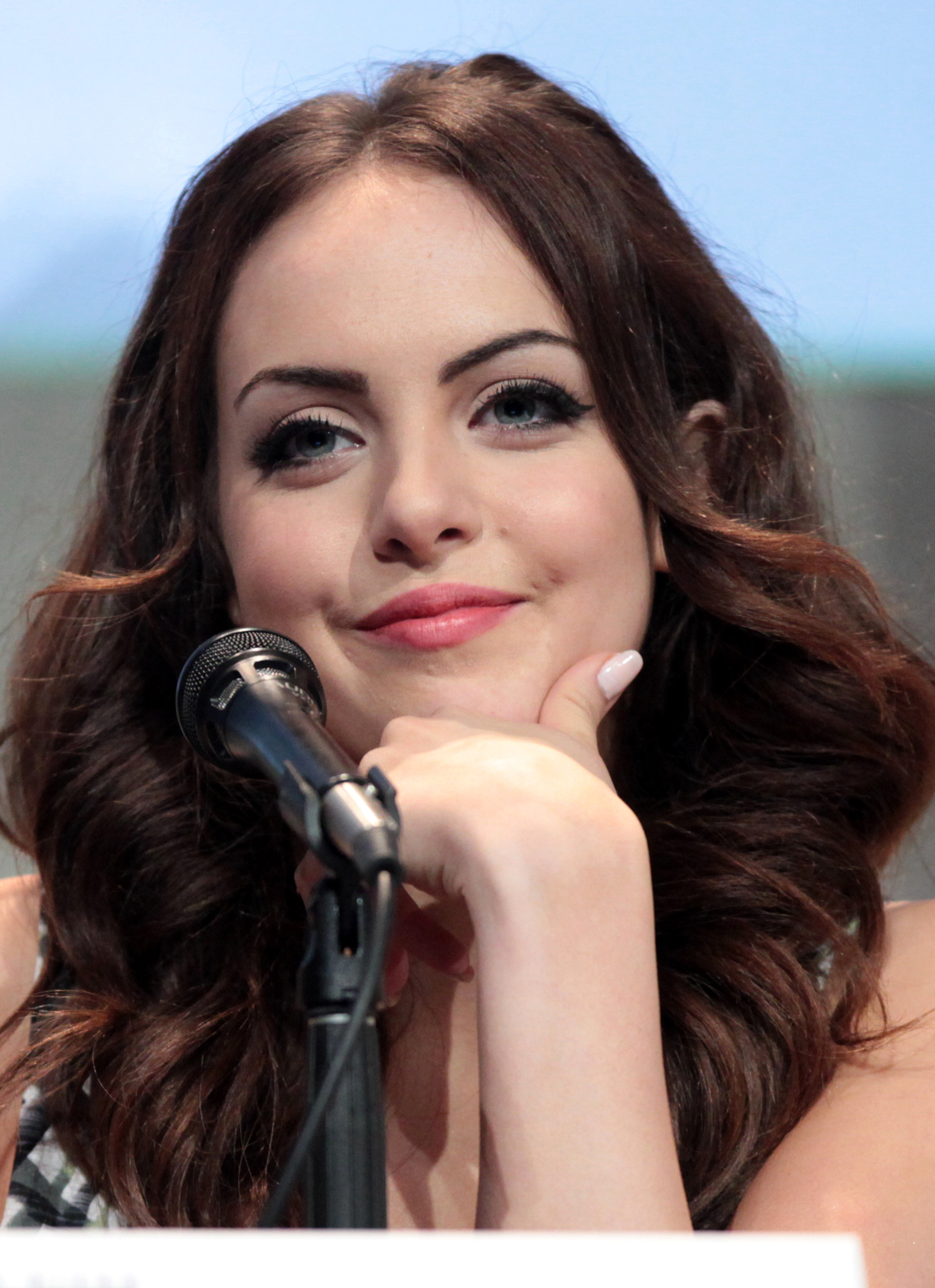
Elizabeth Gillies interpreta Fallon Carrington.
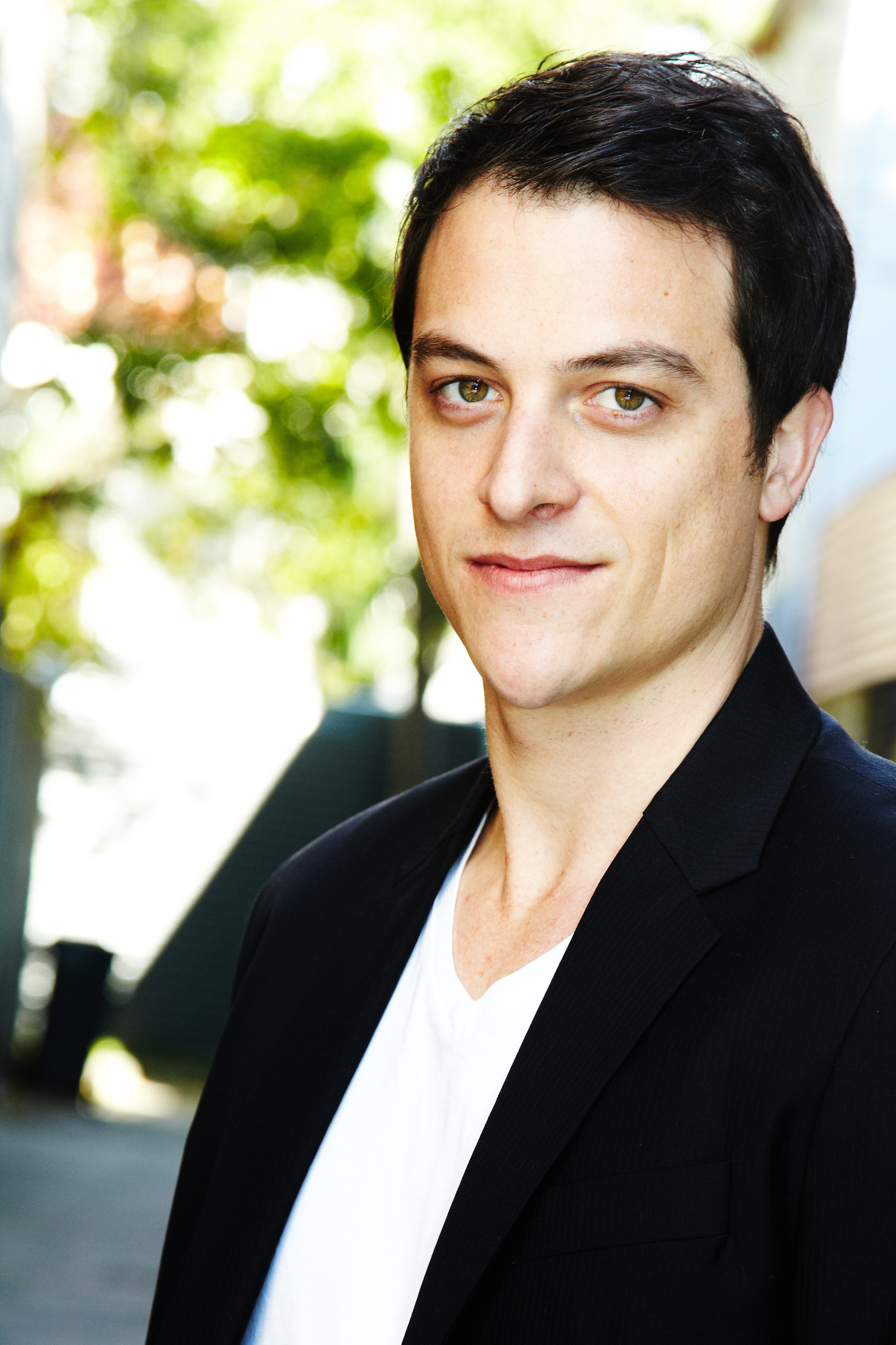
James Mackay interpreta Steven Carrington.
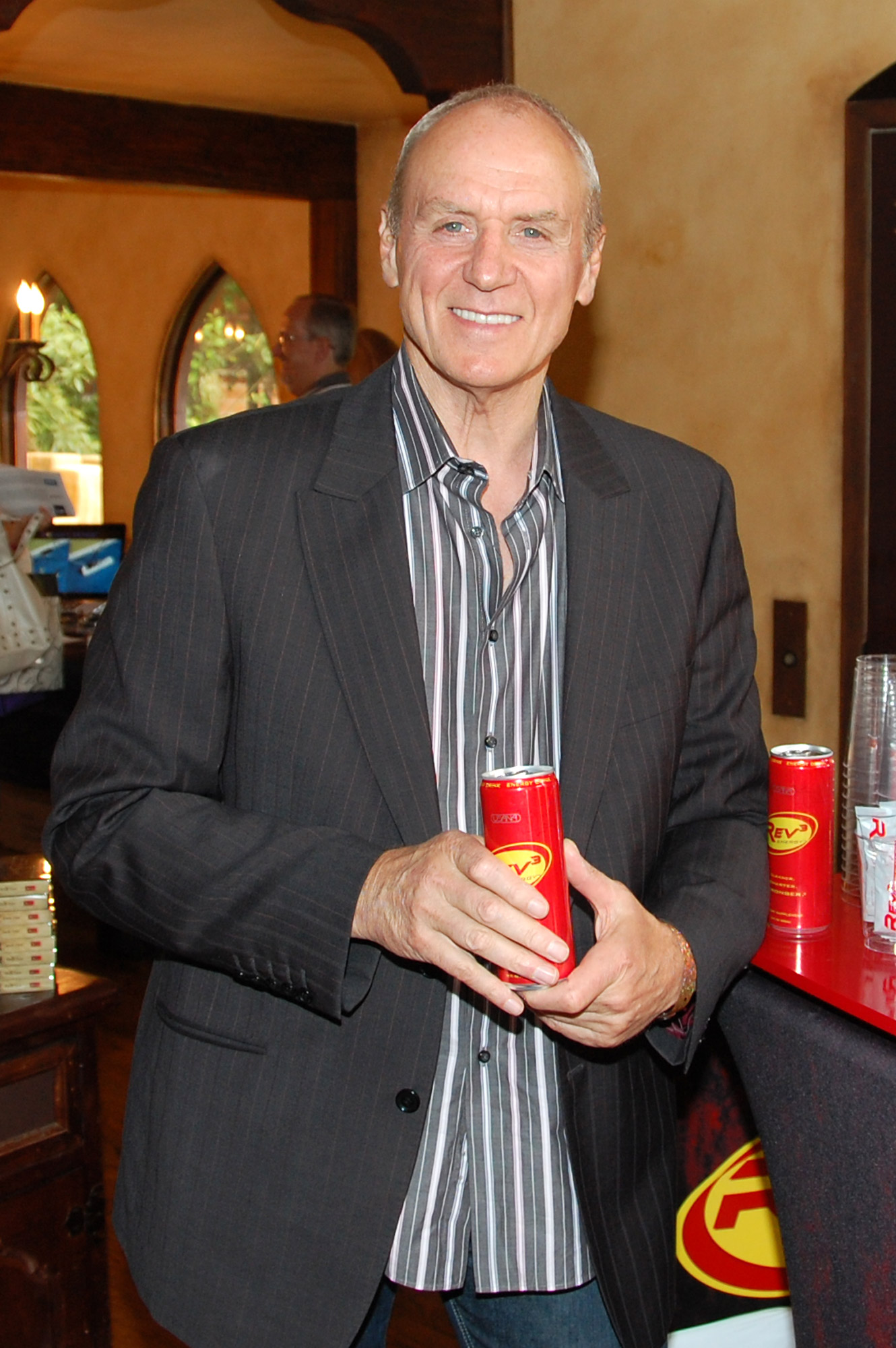
Alan Dale interpreta Joseph Anders.
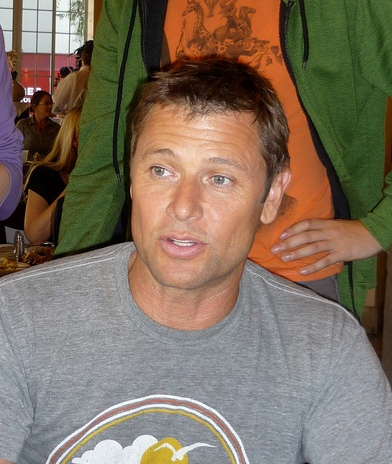
Grant Show interpreta Blake Carrington.
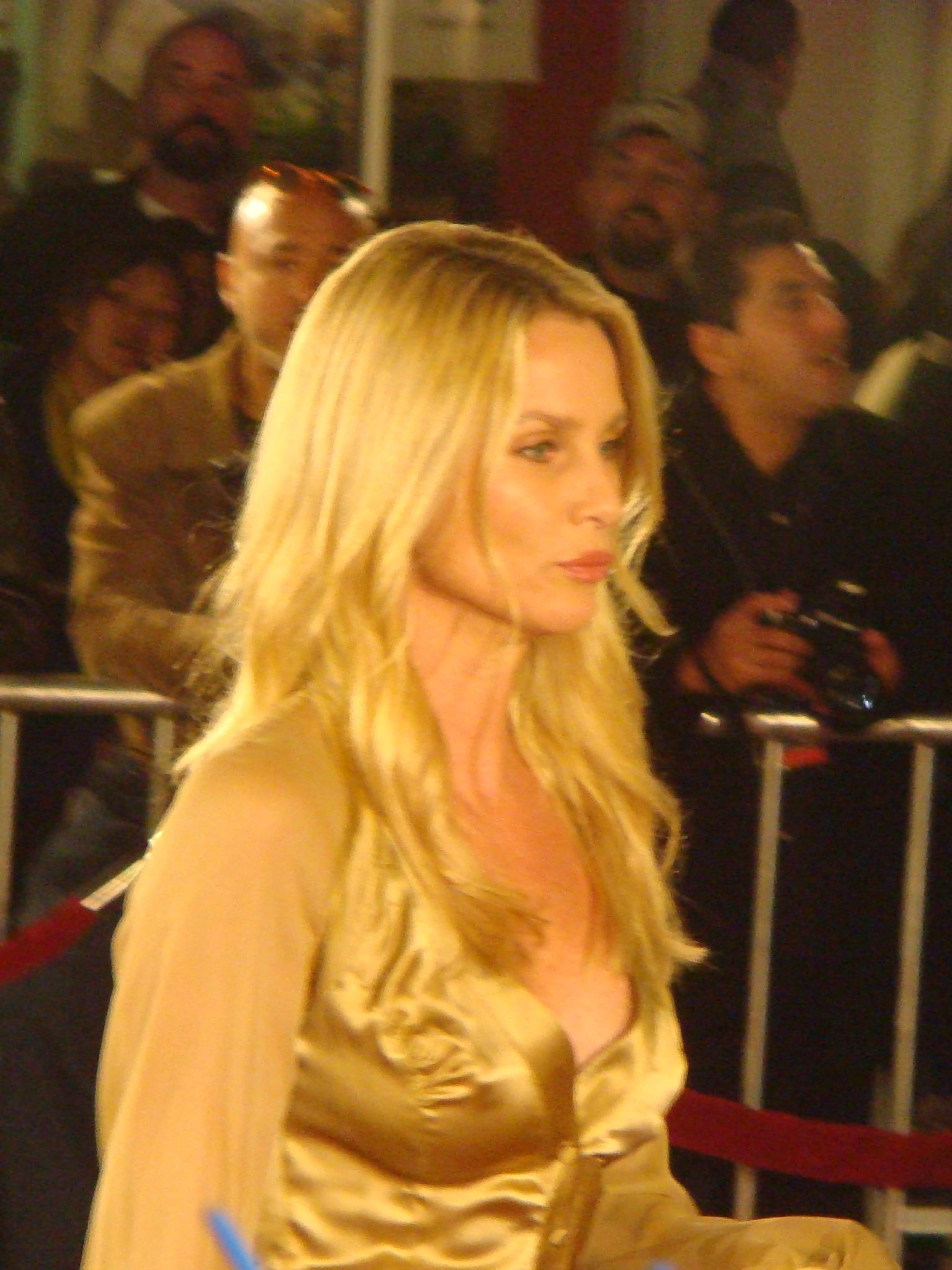
Nicollette Sheridan interpreta Alexis Carrington Colby. (st. 1-2)
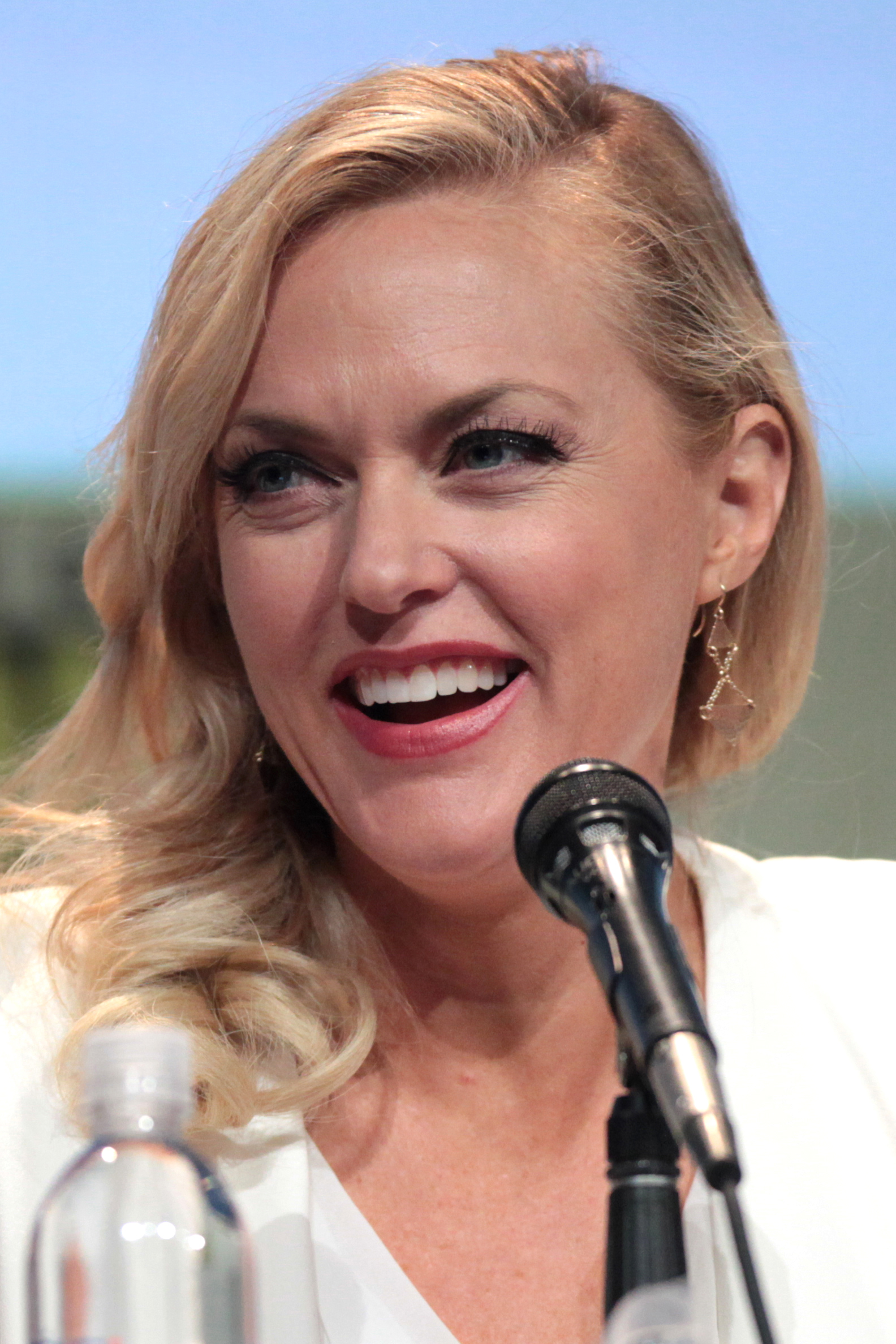
Elaine Hendrix interpreta Alexis Carrington Colby. (st. 3-5)
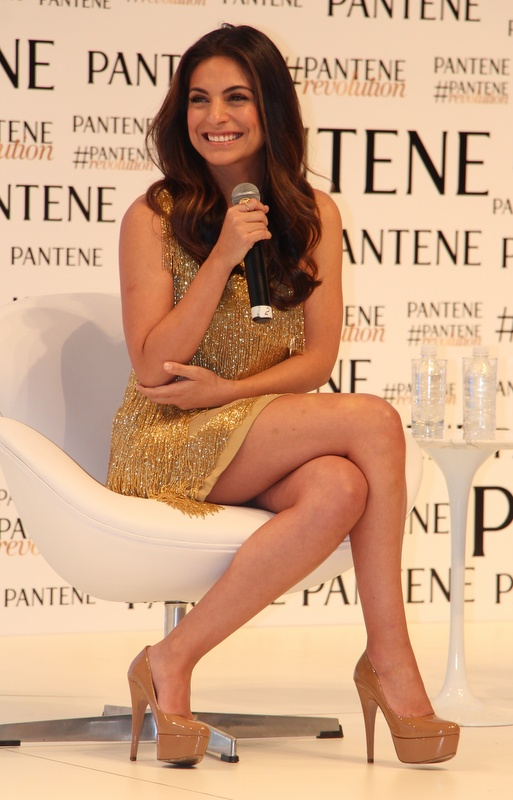
Ana Brenda Contreras interpreta Cristal Jennings Carrington. (st. 2)
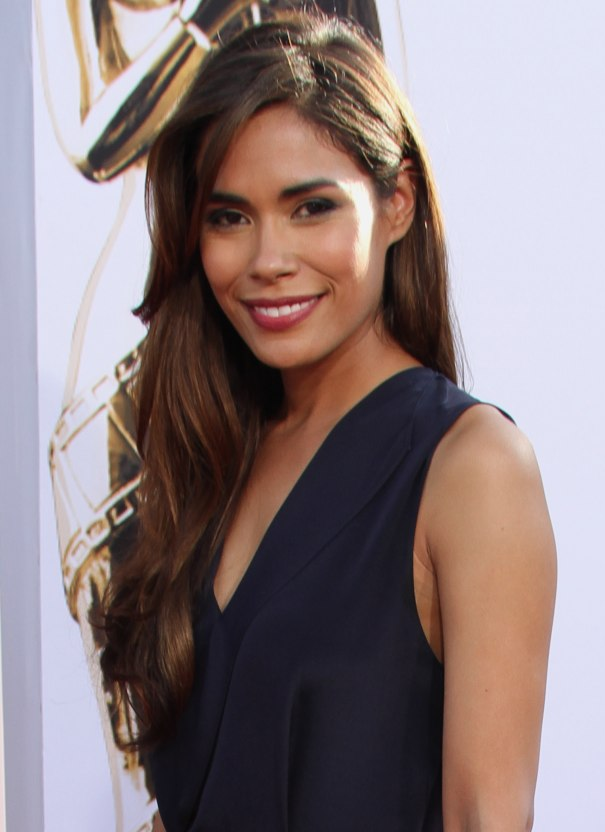
Daniella Alonso interpreta Cristal Jennings Carrington. (st. 3-5)
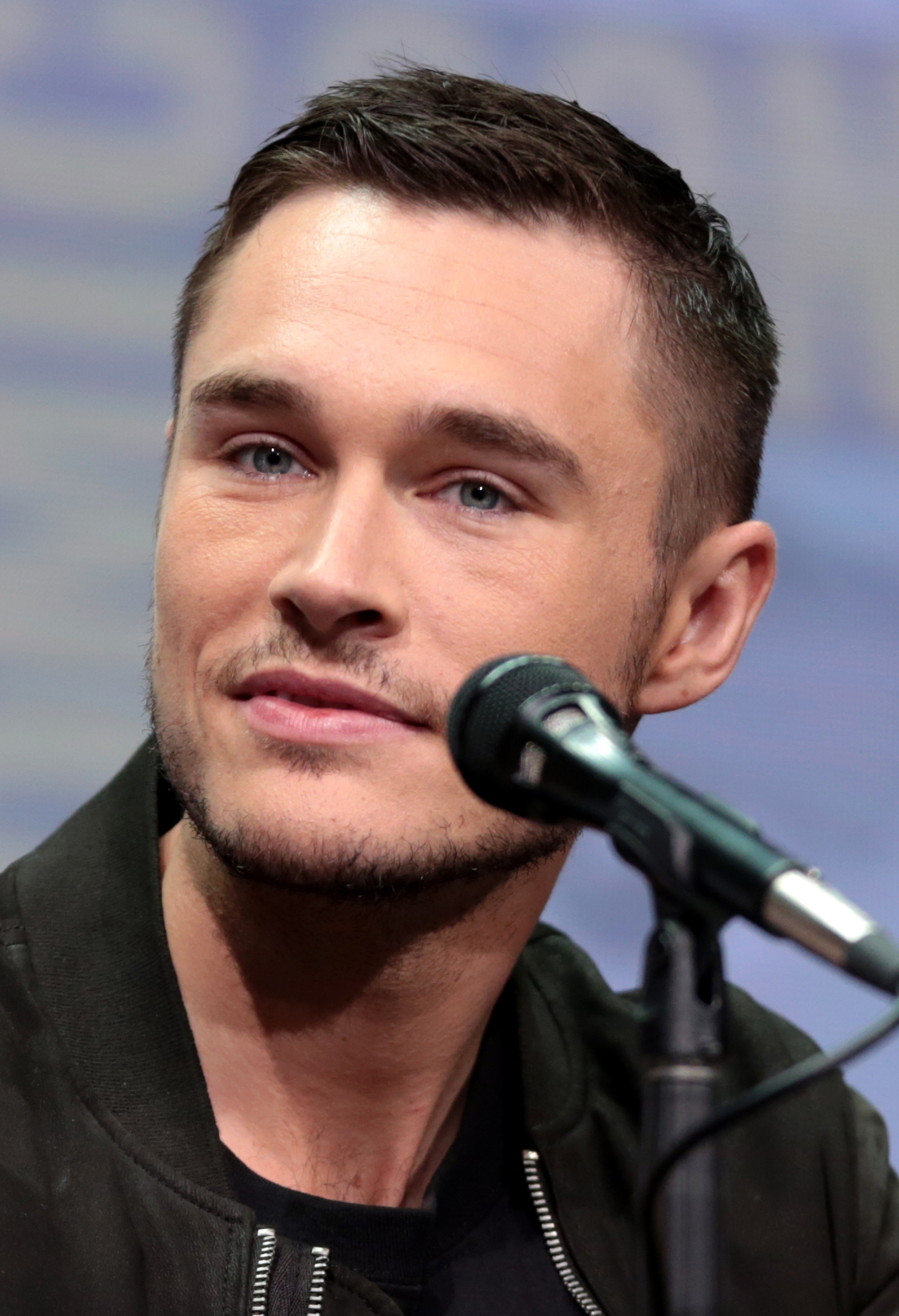
Sam Underwood interpreta Adam Carrington.

### Ricorrenti
- Matthew Blaisdel (stagione 1), interpretato da Nick Wechsler, doppiato da Massimo Triggiani.
- Claudia Blaisdel (stagioni 1-2, guest star stagione 5), interpretata da Brianna Brown, doppiata da Francesca Zavaglia.
- Monica Colby (stagioni 1-3, guest star stagione 4), interpretata da Wakeema Hollis, doppiata da Chiara Oliviero.
- Iris Machado (stagione 1, guest star stagione 5), interpretata da Elena Tovar, doppiata da Ilaria Latini.
- Ted Dinard (stagione 1), interpretato da Michael Patrick Lane, doppiato da David Chevalier.
- Alejandro Raya (stagione 1), interpretato da Luis Fernández, doppiato da Alessandro Budroni.
- Cesil Colby (stagione 1, guest star stagione 2), interpretato da Hakeem Kae-Kazim, doppiato da Edoardo Siravo.
- Hank Sullivan (stagione 2, guest star stagione 1), interpretato da Brent Antonello, doppiato da Emiliano Coltorti.
- Ada Stone (stagione 2), interpretata da Katherine LaNasa, doppiata da Laura Romano.
- Allison (stagione 2, guest star stagione 3), interpretata da Nicole Zyana.
- Laura Van Kirk (stagione 3, guest star stagioni 2, 4-5), interpretata da Sharon Lawrence, doppiata da Fabrizia Castagnoli.
- Evan Tate (stagione 3, guest star stagione 4), interpretato da Ken Kirby.
- Nadia (stagione 3), interpretata da Kelli Barrett, doppiata da Gaia Bolognesi.
- Vanessa Deveraux (stagione 3), interpretata da Jade Payton, doppiata da Roisin Nicosia.
- Fletcher Myers (stagione 3, guest star stagione 4), interpretato da Daniel Di Tomasso, doppiato da Simone D'Andrea.
- Heidi (stagione 3), interpretata da Emily Rudd, doppiata da Francesca Manicone.
- Connor (stagione 3), interpretato da John Jackson Hunter.
- Caleb Collins (stagione 4, guest star stagione 3), interpretato da Wil Traval.
- Ryan (stagione 4, guest star stagioni 3, 5), interpretato da Lachlan Buchanan.
- Colin McNaughton (stagione 4), interpretato da Ashley Day.
- Oliver Noble (stagione 4), interpretato da Luke Cook.
- Leo Abbott (stagione 4), interpretato da David Aron Damane.
- Bobby Larson (stagione 4), interpretato da Steven J. Young.
- Eva (stagione 4, guest star stagione 5), interpretata da Kara Royster.
- Brady Lloyd (stagione 4, guest star stagione 5), interpretato da Randy J. Goodwin.
- Beto Flores (stagione 5, guest star stagioni 2-4), interpretato da Geovanni Gopradi.

## Produzione

### Sviluppo
Nel settembre del 2016 viene annunciato che un reboot della serie del 1981 Dynasty era in fase di sviluppo alla The CW, co-scritta da Josh Schwartz, Stephanie Savage e Sallie Patrick. Savage disse: 
Il trio ha discusso su cosa ha trovato unico e attraente della serie originale, e come conservare quegli elementi in un aggiornamento. Si sono anche incontrati con Richard e Esther Shapiro, i creatori della serie originale, che in questo reboot figurano tra i produttori esecutivi. Anche qui Savage disse: 
Aggiungendo che: 
Patrick ha notato che la serie originale è stata progressiva per il suo tempo, affrontando temi come la razza, le donne sul posto di lavoro e l'accettazione gay. Lei disse: 
La nuova serie trova come erede Fallon Carrington, che dovrà affrontare la sua matrigna Cristal, una donna ispanica. Patrick disse: 
Su questo Schwartz disse che: 
Patrick disse: 
Savage, invece, ha notato che: 
Nell'agosto del 2017, Patrick disse che la prima moglie di Blake, Alexis, sarebbe stata introdotta durante la prima stagione, ma che il ruolo non era ancora stato lanciato. Schwartz ha notato: 
Anche l'impostazione della serie è stata trasferita da Denver ad Atlanta, in parte a causa della diversità di Atlanta. Schwartz chiamò la città "una posizione realistica per basarsi su questa famiglia", notando che gli Shapiro avevano arbitrariamente scelto Denver per la serie originale, e non erano creativamente attaccati ad esso. Patrick disse, riguardo alla città: 
Kelley disse che: 
Nel reboot, l'autista Michael Culhane e la famiglia Colby, sono afro-americani. Inoltre, le origini venezuelane di Cristal permetteranno allo show di esplorare la geopolitica attuale di quel paese.
I titoli degli episodi sono linee di dialogo della serie originale. Oltre ai personaggi e alle linee di rielaborazione, il reboot contiene più omaggi visivi alla serie degli anni '80, tra cui oggetti di scena e guardaroba.
L'episodio pilota è stato girato ad Atlanta. Il 10 maggio 2017, la serie viene ufficialmente ordinata dalla The CW. Un'anteprima del trailer è stata distribuita il 18 maggio 2017. L'8 novembre 2017, The CW ordinò i 22 episodi che comporranno la prima stagione.
Il 2 aprile 2018, The CW rinnova la serie per una seconda stagione. Il 31 gennaio 2019, viene rinnovata per una terza stagione.

### Casting
Nathalie Kelley entrò nel cast nel gennaio del 2017, insieme a Elizabeth Gillies, Sam Adegoke e Robert Christopher Riley, rispettivamente nei ruoli di Cristal, Fallon, Jeff Colby e Michael Culhane. Successivamente si unirono anche Grant Show e Rafael de la Fuente. Gli altri attori che si sono uniti al cast sono James Mackay, Alan Dale, Nick Wechsler, Brianna Brown e Wakeema Hollis. Nel novembre del 2017 Nicollette Sheridan ottiene il ruolo di Alexis Carrington e nel maggio del 2018 viene promossa a personaggio regolare a partire dalla seconda stagione.

### Musica
L'episodio pilota, contiene un flashback, in cui Steven da giovane, suona il tema originale di Dynasty di Bill Conti al pianoforte.
Una versione aggiornata di 15 secondi della sigla a tema anni '80 ha debuttato nel terzo episodio, Il senso di colpa è per gli insicuri.
Il compositore Paul Leonard-Morgan, ha lavorato con Troy Nõka, per ottenere un'atmosfera "80s-rock" per la canzone, per far corrispondere la colonna sonora di Leonard-Morgan per la serie.
Il nuovo tema è stato registrato con un'orchestra presso il Capitol Records di Hollywood, con Tom Hooten, della Los Angeles Philharmonic Orchestra.

## Distribuzione
La serie ha debuttato negli Stati Uniti su The CW dall'11 ottobre 2017. In Italia, la serie viene distribuita su Netflix il giorno dopo, il 12 ottobre. Dalla terza stagione la distribuzione cambia. Infatti la première, messa in onda l'11 ottobre 2019 negli Stati Uniti su The CW, sarebbe dovuta essere caricata su Netflix (nel resto del mondo, tra cui l'Italia) il giorno seguente, ma questo non è avvenuto. Netflix, successivamente, ha pubblicato un Tweet in cui ha annunciato che tutti gli episodi della terza stagione sarebbero stati disponibili nel 2020, quando la serie si sarebbe conclusa negli Stati Uniti, ovvero a fine maggio.

## Accoglienza
Sull'aggregatore di recensioni Rotten Tomatoes la prima stagione ha un indice di gradimento del 49% con un voto medio di 6.54 su 10 basato su 47 recensioni. Il commento del sito, recita "Il revival di Dynasty, mantiene abbastanza il fascino over-the-top del suo predecessore per offrire un fascinoso piacere proibito nella sua prima stagione, anche se non riesce mai a riprendere la magia dell'originale". Su Metacritic, invece, ha un punteggio di 52 su 100, basato su 17 recensioni, indicando "recensioni miste o medie"..
Chris Harnick di E! Online chiama l'episodio pilota "sapido e divertente", aggiungendo che la serie è "un degno erede degli altri show di Schwartz e Savage, Gossip Girl e The O.C.". Adweek ha definito l'episodio pilota inferiore a Gossip Girl e alla serie originale, ma ha suggerito che il suo accoppiamento con Riverdale "potrebbe fornire al pubblico un piacere proibito".
Tienrey Bricker di E! Online ha soprannominato la Kelley "la rivelazione di questa stagione", con Gillies "focosa su tacchi Louboutin".